# Carroccio

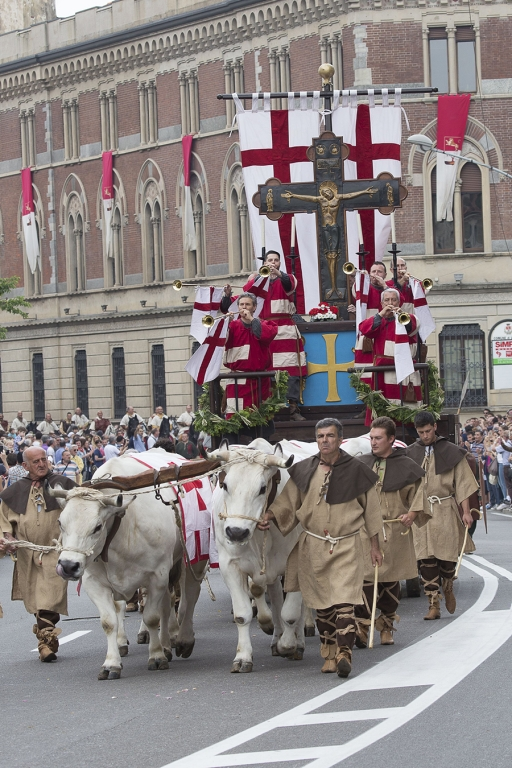
Carroccio tijdens de optocht van de Palio di Legnano, een jaarlijkse herdenking van de Slag bij Legnano

Een carroccio of vaanwagen is een grote vierwielige strijdwagen waar vroeger de gonfalone van de stad op werden gehangen. In de middeleeuwen was het vooral wijdverbreid in de stadstaten van Lombardije of algemeen Noord-Italië. Vervolgens verspreidde het gebruik ervan zich ook buiten Italië. Het was het symbool van gemeentelijke autonomie.
De carroccio werd het over het algemeen getrokken door ossen en omringd door elitetroepen. Het droeg een altaar, een klok (een martinella genoemd) en een draagstok waarop een kruis en het wapenschild waren geplaatst. In vredestijd werd het voertuig bewaard in de hoofdkerk van de stad.
De wagen had een enorme symbolische waarde. De verovering van de carroccio was een nederlaag voor de gemeentelijke milities; het werd beschouwd als de meest begeerde oorlogsbuit. De carroccio van de Lombardische Liga speelde een centrale rol in de Slag bij Legnano in 1176.